# Eupithecia tenella
Eupithecia tenella är en fjärilsart som beskrevs av András Vojnits 1976. Eupithecia tenella ingår i släktet Eupithecia och familjen mätare. Inga underarter finns listade i Catalogue of Life.